# Cyphon echinatus
Cyphon echinatus es una especie de coleóptero de la familia Scirtidae.

## Distribución geográfica
Habita en Rusia.